# Trinity and U.S. Realty Buildings

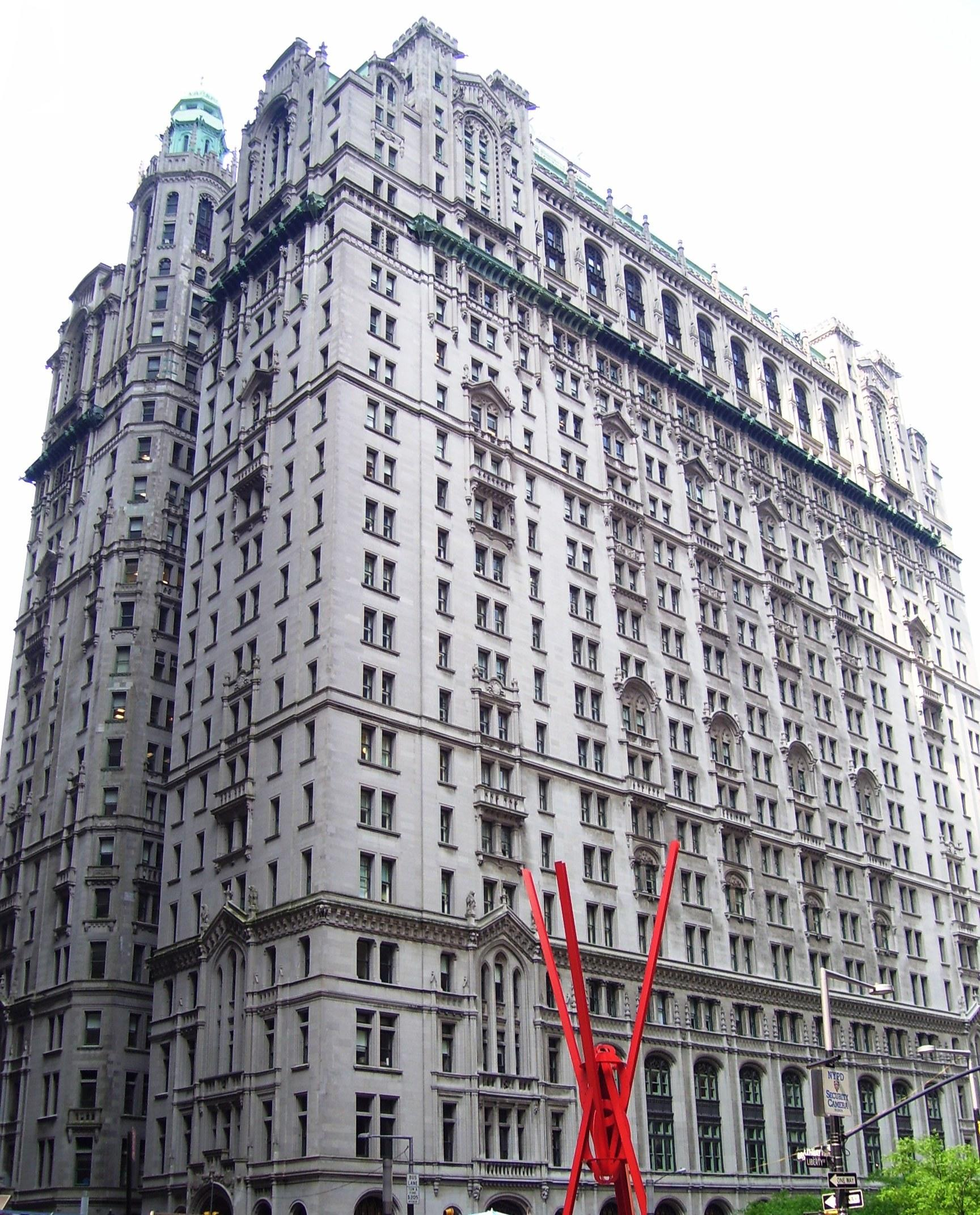
Außenansicht

Die Trinity and U.S. Realty Buildings sind ein Gebäudekomplex aus zwei 22-stöckigen Hochhäusern in Manhattan. Sie befinden sich gegenüber dem Equitable Building und dem Zuccotti Park.

## Geschichte
Die Gebäude wurden von Francis H. Kimball entworfen und in dem Zeitraum von 1904 bis 1907 errichtet. Dem Architekten sowie der Baufirma U.S. Realty & Construction Co. ging es darum, die Gebäude mit gotischen Details zu versehen, um eine Harmonie mit der angrenzenden Trinity Church zu schaffen. Von 1904 bis 1906 wurde das Trinity Building errichtet, anschließend das U.S. Realty Building. Das Trinity unterscheidet sich vor allem durch seine Kuppel, das Realty durch seine kirchenähnlichen Eingangstüren an der Thames Street.
Die beiden Gebäude verbindet eine stählerne Brücke auf der Höhe des Daches, diese wurde 1914 hinzugefügt.